# سغليد
سغليد Cegléd هي مدينة في مقاطعة من مقاطعات المجر، وتبعد ما يقرب 70 كيلومتر جنوب شرق العاصمة المجرية، بودابست.

## توأمة
لسغليد اتفاقيات توأمة مع كل من:
- مولدورف
- بلاوين
- Gheorgheni [الإنجليزية]‏
- ميركورا تشيوك
- Odorheiu Secuiesc [الإنجليزية]‏
- سفنتو جيورجي
- Vlăhița [الإنجليزية]‏
- Vasvár [الإنجليزية]‏

## أعلام
- رولاند يوهاس
- إستفان باستور
- فيرينس ناغ
- إمري سيلو
- ديولا جينغيلر
- يوزيف غال

## وصلات خارجية
- Street map نسخة محفوظة 17 يونيو 2009 على موقع واي باك مشين. (بالمجرية)
- Town Website